# Carl Reinecke
Carl Reinecke (Altona, ma Hamburg városrésze, 1824. június 23. – Lipcse, 1910. március 10.) német zeneszerző és dirigens.

## Életútja
Már gyermek korában feltűnt mint zongoravirtuóz, majd Lipcsében végzett tanulmányai után a kölni konzervatóriumon tanárrá lett. 1854-től Barmenban, 1859-től Boroszlóban és 1860-tól pedig Lipcsében működött mint karmester és elsősorban  a Gewandhaus-társulat nagyhírű hangversenyein dirigált, mely állásáról csak 1895 júliusában lépett vissza. Egyúttal tanár volt a konzervatóriumon. 1885-ben az ottani egyetem tiszteletbeli doktorrá avatta. 1894-ig összesen 220 zenedarabot szerzett, köztük két szimfóniát, 10 nyitányt, a Belsazar-oratóriumot, a Manfréd c. nagy operát, három víg operát, számos férfikart, triót, négyest, dalt stb. Tisztelői 1894-ben segélyalapot gyűjtöttek.

## Tanítványai
- August Winding (1835-1899; zongoraművész, zeneszerző)
- Smith Newell Penfield (1837–1920; zeneszerző)
- Max Bruch (1838–1920; zeneszerző, karmester)
- Oscar Weil (1839–1921; zeneszerző)
- Johan Svendsen (1840–1911; zeneszerző, karmester)
- Mykola Lyssenko (1842–1912; zeneszerző, karmester)
- Arthur Sullivan (1842–1900; zeneszerző,  orgonaművész, karmester)
- Edvard Grieg (1843–1907; zeneszerző)
- Johannes Haarklou (1847–1925; zeneszerző)
- Sveinbjörn Sveinbjörnsson (1847–1927; zeneszerző)
- Hugo Riemann (1849–1919; Musiktheoretiker)
- Arnold Krug (1849–1904; zeneszerző, zongoraművész, karmester)
- Dmitri Klimow (1850–?; zongoraművész és zenetanár)
- Jan Blockx (1851–1912; zeneszerző)
- Hans Huber (1852–1921; zeneszerző, zongoraművész)
- Charles Villiers Stanford (1852–1924; zeneszerző)
- Iwan Knorr (1853–1916; zeneszerző)
- Paul Umlauft (1853–1934; zeneszerző)
- Leoš Janáček (1854–1928; zeneszerző,  orgonaművész, karmester)
- George Chadwick (1854–1931; zeneszerző)
- Julius Röntgen (1855–1932; zeneszerző, zongoraművész)
- Heinrich Ordenstein (1856–1921; zongoraművész, zenetanár)
- Christian Sinding (1856–1941; zeneszerző)
- Richard Franck (1858–1938; zeneszerző, zongoraművész)
- Ethel Smyth (1858–1944; zeneszerző, zongoraművész, karmester)
- Basil Harwood (1859–1949; zeneszerző,  orgonaművész)
- Karl Muck (1859–1940; karmester, zongoraművész)
- Emil Nikolaus von Reznicek (1860–1945; zeneszerző, karmester)
- Isaac Albéniz (1860–1909; zeneszerző, zongoraművész)
- Fanny Davies (1861–1934; zongoraművész)
- Frederick Delius (1862–1934; zeneszerző)
- Robert Teichmüller (1863–1939; zongoraművész)
- Felix Weingartner (1863–1942; zeneszerző, karmester)
- Olga Zeise (1864–1945; zeneszerző, zongoraművész, karmester)
- Emil Kronke (1865–1938; zeneszerző, zongoraművész)
- Amina Goodwin (1867–1942; zongoraművész)
- Cornelis Dopper (1870–1939; zeneszerző, karmester)
- Hermann Suter (1870–1926; zeneszerző)
- Camillo Schumann (1872–1946; zeneszerző)
- Eyvind Alnæs (1872–1932; zeneszerző,  orgonaművész)
- Gerhard von Keußler (1874–1949; zeneszerző, karmester)
- Julián Carrillo (1875–1965; zeneszerző)
- Sara Wennerberg-Reuter (1875–1959; zeneszerző,  orgonaművész)
- Richard Wetz (1875–1935; zeneszerző, karmester)
- Selmar Meyrowitz (1875–1941; karmester, zongoraművész)
- Mikalojus Konstantinas Čiurlionis (1875–1911; zeneszerző, zongoraművész, festő)
- Felix Fox (1876–1947; zongoraművész)
- Sigfrid Karg-Elert (1877–1933; zeneszerző, zongoraművész,  orgonaművész)
- Leopold Stolz (1866–1957; zeneszerző)

## Forrás
- Reinecke. In  A Pallas nagy lexikona. Szerk. Bokor József. Budapest: Arcanum – FolioNET. 1998.  ISBN 963 85923 2 X